# Триатлон на Европейских играх 2015

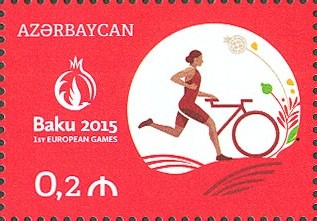
Триатлон на почтовой марке Азербайджана, посвящённой Европейским играм 2015

Соревнования по триатлону на Европейских играх 2015 прошли в столице Азербайджана, в городе Баку 13 по 14 июня. Было разыграно 2 комплекта наград. Соревнования, на которых принимало участие 130 спортсменов (65 мужчин и 65 женщин), прошли на пляже Бильгях Баку.
В триатлоне разыгрывались и лицензии на Олимпийские игры 2016.
В итоге в соревнованиях у мужчин победителем стал Гордон Бенсон из Великобритании, а в соревнованиях у женщин олимпийская чемпионка Никола Шпириг из Швейцарии.

## Календарь
| ЦО | Церемония открытия | 1 | Финалы соревнований | ЦЗ | Церемония закрытия |

| Июнь     | Июнь     | 12 Пт | 13 Сб | 14 Вс | 15 Пн | 16 Вт | 17 Ср | 18 Чт | 19 Пт | 20 Сб | 21 Вс | 22 Пн | 23 Вт | 24 Ср | 25 Чт | 26 Пт | 27 Сб | 28 Вс | Медали |
| -------- | -------- | ----- | ----- | ----- | ----- | ----- | ----- | ----- | ----- | ----- | ----- | ----- | ----- | ----- | ----- | ----- | ----- | ----- | ------ |
| Триатлон | Триатлон | ЦО    | 1     | 1     |       |       |       |       |       |       |       |       |       |       |       |       |       | ЦЗ    | 2      |

## Медалисты
| Дисциплина | Золото                       | Серебро                 | Бронза                       |
| ---------- | ---------------------------- | ----------------------- | ---------------------------- |
| Мужчины    | Гордон Бенсон Великобритания | Жуан Силва Португалия   | Ростислав Певцов Азербайджан |
| Женщины    | Никола Шпириг Швейцария      | Рахел Кламер Нидерланды | Лиза Норден Швеция           |